# Magsaysay (Misamis Oriental)
Magsaysay è una municipalità di quarta classe delle Filippine, situata nella Provincia di Misamis Oriental, nella Regione del Mindanao Settentrionale.
Magsaysay è formata da 25 baranggay:
- Abunda
- Artadi
- Bonifacio Aquino
- Cabalawan
- Cabantian
- Cabubuhan
- Candiis
- Consuelo
- Damayuhan
- Gumabon
- Katipunan
- Kauswagan
- Kibungsod

- Mahayahay
- Mindulao
- Pag-asa
- Poblacion
- San Isidro
- San Vicente
- Santa Cruz
- Tama
- Tibon-tibon
- Tinaan
- Tulang (Cadena de Amor)
- Villa Felipa